# Robert Alfred Theobald

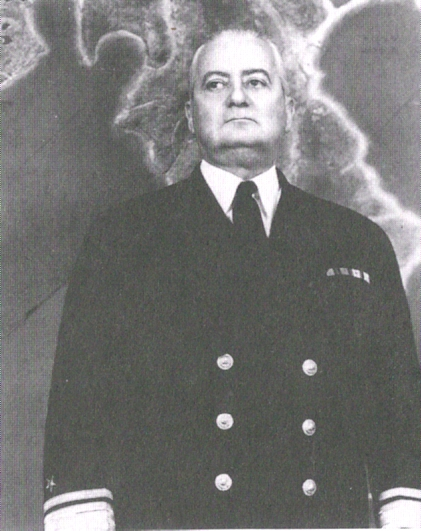
Robert Alfred Theobald

Robert Alfred „Fuzzy“ Theobald (* 25. Januar 1884 in San Francisco, Kalifornien; † 13. Mai 1957) war ein Rear Admiral der United States Navy, der im Jahre 1947 ein viel beachtetes Buch herausbrachte.

## Leben
Er war der Sohn von George Theobald und Hattie Caroline Yoell. Theobald absolvierte die United States Naval Academy (Marineakademie), die er im Jahre 1907 abschloss. Im Jahre 1939 wurde er zum Stabschef unter Claude C. Bloch und kurz nach dem japanischen Angriff auf Pearl Harbor im Dezember 1941 zum Kommandanten der pazifischen Zerstörerflotte  ernannt.
Im Jahre 1942 wurde er zum Konteradmiral befördert und ihm wurde am 17. Mai 1942 das Kommando über die Nordpazifische Operationsgebiet, speziell den Verband der Task Force 8, übertragen, deren Basis in Alaska lag. Nach kleineren Rückschlägen, die sein Verband gegen die japanische Flotte unter anderem durch die japanische Eroberung der Aleuten-Inseln von Attu und Kiska erlitt, wurde Theobald am 4. Januar 1943 durch Konteradmiral Thomas C. Kinkaid abgelöst.
Er erhielt bis zu seinem Ausscheiden aus dem Dienst im Jahre 1945 keinen weiteren Kommandoposten, errang jedoch durch die Veröffentlichung seines Buches The Final Secret of Pearl Harbor: The Washington Background of the Pearl Harbor Attack (deutsch: „Das letzte Geheimnis von Pearl Harbor, die Hintergründe des Angriffes auf Pearl Harbor in Washington“) einige Aufmerksamkeit in der Öffentlichkeit. In diesem Buch beschuldigte er die Regierung Roosevelt, den Angriff der Japaner auf Pearl Harbor als Provokation für den Kriegseintritt der Vereinigten Staaten in den Zweiten Weltkrieg missbraucht zu haben. 
Robert Jr. Theobald (1909–1989), der Sohn Robert Alfred Theobalds, absolvierte im Jahre 1931 ebenfalls die United States Naval Academy und diente als Captain in der U.S. Navy.

## Veröffentlichungen
- Robert A. Theobald: The final secret of Pearl Harbor. The Washington contribution to the Japanese attack. Devin-Adair, New York NY 1954 (englisch) (deutsch: Das letzte Geheimnis von Pearl Harbor. Washingtons Anteil an dem japanischen Angriff. Schnitter, New York NY 1963).